# لي كوان يو
لي كوان يو (من مواليد 16 سبتمبر 1923-23 مارس 2015 ) كان سياسياً سنغافورياً وأول أمين عام وعضو مؤسس لحزب العمل الشعبي. أول رئيس وزراء لجمهورية سنغافورة التي حكمها لمدة ثلاث عقود متتالية، ٱشتهر بصفته مؤسس الدولة وناقلها من العالم الثالث إلى الأول خلال أقل من جيل.
في سنة 1990 ترك لي كوان منصب رئاسة الوزراء ومنصب أمين عام الحزب السياسي لكنه بقي رئيسًا شرفياً له وشخصية سياسية مهمة. تحاشى لي السياسات الشعبوية لصالح تدابير اجتماعية واقتصادية عملية طويلة الأجل. واتخذ من الاستحقاقراطية والتعددية العرقية مبادئاً رئيسية لحكمه. اعتمد لي الإنجليزية لغة المشتركة لدمج أطياف المجتمع السنغافوري ولتسهيل التجارة مع الغرب. مع ذلك، أمر بالثنائية اللغوية في المدارس حتى لا ينسى الطلاب لغتهم الأصلية.
انتقد حكم لي وبخاصة في الغرب، بمدعاة تقليص الحريات المدنية برفع دعاوى التشهير ضد المعارضين السياسيين. من جانبه، قال إن هذه التدابير التأديبية جنبا إلى جنب مع سيادة القانون ضرورية للاستقرار السياسي والتقدم الاقتصادي. في عام 12 أغسطس 2004 أصبح ابنه لي هسين لونغ ثالث رئيس وزراء لحكومة سنغافورة أما هو فعين نفسه مستشارا في منصب الوزير المعلم للحكومة خلال العديد من المناصب الوزارية المتعاقبة على مدى 50 عاما. بعد الانتخابات العامة التي تمت سنة 2011 أعلن لي كوان يو تركه الحكومة وإفساح المجال للدماء الشابة الجديدة قبل وفاته عن عمر ناهز الواحد والتسعين عاما.

## السيرة الذاتية
تلقى تعليمه الجامعي في بريطانيا في جامعة كامبرج وحصل على شهادة في تخصص القانون. ثم عاد إلى سنغافورة وعمل محاميا لعدة سنوات.
في منتصف الخمسينات أسس مع مجموعة من خريجي بريطانيا حزبا اشتراكيا وعين هو امينا عاما للحزب. وفاز الحزب بانتخابات رئاسة سنغافورة عام 1959. وعين لي كوان رئيسا للوزراء وعمره 35 سنة. بعد 6 سنوات أعلن لي كوان استقلال سنغافورة عن ماليزيا. وأصبح لي كوان أول رئيس وزراء لجمهورية سنغافورة بعد الاستقلال.
ظل لي كوان بعد ذلك مدة 25 عاما رئيسا لوزراء سنغافورة المستقلة. خلالها كانت سياسة البلاد الخارجية هي الحياد وعدم الانحياز وهي سياسة شبيهة بسياسة سويسرا. مع الاهتمام بالجانب العسكري وتبادل الخبرات مع الدول ذات الخبرة العسكرية مثل بريطانيا والولايات المتحدة وحتى إسرائيل. وكانت المجهودات تنصب على الأمن القومي والاقتصاد وقضايا المجتمع السنغافوري.
في عام 1990 ترك لي كوان منصب رئيس الوزراء ومنصب أمين الحزب. ثم عين مستشارا في مجلس الوزراء. وظل في منصب المستشار مدة 21 عاما. في عام 2011 أعلن لي كوان تركه مجلس الوزراء وافساح المجال للدماء الشابة. وابنه الأكبر يعمل حاليا رئيسا لوزراء سنغافورة.

## الاقتصاد
من أكثر مهام لي كوان يو إلحاحا كانت توفير فرص عمل مستقرة للشعب بعد الاستقلال، نظراً لنسب البطالة المرتفعة حينها. ساعدت السياحة ولكنها لم تحل المشكلة تماما. بالتشاور مع خبير الاقتصاد الهولندي ألبرت ينسآميوس، أنشأ لي المصانع وركز على الصناعة التحويلية في البداية. قبل انسحاب البريطانيين تماما من سنغافورة في عام 1971، أقنعهم بعدم تدمير أحواض سفنهم بغرض تحويلها للاستخدام المدني. بعد سنوات من التجربة والخطأ، قرر لي وحكومته أنَّ أفضل وسيلة لتعزيز الاقتصاد كانت جذب استثمارات الشركات المتعددة الجنسيات.
من خلال تأسيس بنية تحتية تنتمي للعالم الأول، تمكنت الدولة الجديدة من اقناع الأمريكين واليابانيين والأوروبيين من تأسيس قاعدة للأعمال في البلاد. بحلول الثمانينات، تحولت سنغافورة إلى واحد من أكبر مصدري الإلكترونيات في العالم. عمل لي كوان يو وحكومته على تحويل سنغافورة لتصبح مركزا ماليا دوليا وذلك بتطمين المصرفيين الأجانب باستقرار الظروف الاجتماعية وديمومة الدرجة العالية من البنية تحتية وتوافر الفنيين المهرة. أفهمت الحكومة المستثمرين أنها ستنتهج سياسات اقتصاد كلي عقلانية مع فوائض ميزانية ستؤدي إلى استقرار قيمة الدولار السنغافوري. سياسات لي تركت أثراً بالغاً على الصينيين، ويحظى باحترام ومكانة خاصة لدى قيادة البلاد.

## الإسلام السياسي
قال لي كوان يو بأنَّ الصراع الفلسطيني الإسرائيلي لا علاقة له بالإرهاب، وجادل بأنَّ الإسلام المتطرف يتغذى بانعدام الثقة والاغتراب المتولد بين أولئك الأقل نجاحاً في ظل العولمة. وفقاً له، سيستمر الإرهاب حتى لو تم التوصل إلى حل للنزاع بين الفلسطينيين والإسرائيليين. حدد لي التمويل السعودي للوهابية كأحد المسببات الرئيسية للتطرف في جنوب شرق آسيا، قائلاً بأن مسلمي المنطقة كانوا يمارسون نسخة متسامحة ومعتدلة بسبب اختلاطها بالعادات المحلية قبل صعود أسعار البترول في السبعينات. وأضاف بأن المعركة الحقيقية هي معركة المسلمين أنفسهم.

## مذكراته

غلاف كتاب قصة سنغافورة

كتب لي كوان يو مذكراته في كتاب من جزئين تحت اسم قصة سنغافورة (كتاب) بين عام 1998-2000، وتناول فيها من عام 1965 وقت الانفصال عن ماليزيا

## روابط خارجية
- لي كوان يو على موقع IMDb (الإنجليزية)
- لي كوان يو على موقع الموسوعة البريطانية (الإنجليزية)
- لي كوان يو على موقع مونزينجر (الألمانية)
- لي كوان يو على موقع إن إن دي بي (الإنجليزية)

- كتاب قصة سنغافورة مذكرات لـ لي كوان يو
- McCarthy، Terry (23 أغسطس 1999). "Lee Kuan Yew". Time Asia. Hong Kong. مؤرشف من الأصل في 2011-02-13.
- الموقع الشخصي
- لي كوان كيو على مكتبة الفيديو سي-سبان
- جميع أخبار وتعليقات لي كوان كيو في صحيفة نيويورك تايمز
- حوار فريد زكريا مع لي كوان يو بالإنجليزية مارس ـ أبريل 1994
- Lee Kuan Yew: A Chronology, 1923–1965 Largely based on Lee Kuan Yew, The Singapore Story: Memoirs of Lee Kuan Yew. Singapore: Times, 1998. Retrieved 8 December 2004
- Part 1, Part 2: سي إن إن, Fareed Zakaria talks with Lee Kuan Yew about his life as prime minister of Singapore, 22 September 2008
- Daddy knows best: The Lee Kuan Yew story, Tom Plate, Sify.com, 2010(?)
- Lee Kuan Yew Watch
- Official Profile at the Parliament of Singapore (archived)
- الفيلم القصير Interview with Lee Kuan Yew (1967) متوفر للتحميل من موقع أرشيف الإنترنت [المزيد]